# وعلان (دهستان)
 وعلان  نام دهستانی است در ۳۲ کیلومتری راه شهر صنعاء استان صَنعاء در کشور یمن در شبه جزیره عربستان است. 

## جمعیت
جمعیت آن (۵۹۳ ) نفر (۱۷ خانوار) می‌باشد.

## منبع
- المقحفی، ابراهیم، احمد ، (مُعجَم المُدُن وَالقَبائِل الیَمَنِیَة) ، منشورات دار الحکمة، صنعاء، چاپ پنجم، وانتشار سال ۱۹۸۵ میلادی به (عربی).